# Jorge Luna (comediante)
Jorge Edmundo Luna Chávez (Lima, 3 de marzo de 1993) es un comediante y celebridad de Internet peruano. Ha conseguido mayor notoriedad por crear y presentar el videocast y espectáculo teatral de comedia Hablando huevadas, junto al también comediante Ricardo Mendoza.

## Biografía
Nació el 9 de marzo de 1993 en el distrito limeño de Chorrillos. Estudió la carrera de administración bancaria y realizó trabajos como cajero y vendedor telefónico mientras iniciaba con el stand up comedy.  Tras renunciar a su trabajo, logró consolidarse en la comedia a partir de 2016, presentándose en diferentes teatros y eventos públicos. En 2017, tuvo una participación menor en la teleserie De vuelta al barrio en 2017. En ese año, hizo su debut oficial como comediante, participando en el show Palayentis al lado de jóvenes promesas. Al año siguiente, lanzó su primer unipersonal ¡Me llega al pingshow!, siendo estrenado con una gran aceptación.
Luna consiguió mayor popularidad a partir de 2019, cuando forma parte del  videocast de comedia Hablando Huevadas, inicialmente por la plataforma YouTube, compartiendo segmentos al lado del también cómico Ricardo Mendoza. Caracterizado por su humor negro e irreverente, el programa consiguió un gran éxito, lo que motivó a los comediantes a adquirir el Teatro Canout para seguir produciendo sus shows. En 2022, Luna y Mendoza crearon el canal de YouTube No Somos TV, un proyecto de difusión de otros programas web, contando con la presencia de otros artistas locales y la productora Cathy Sáenz. En 2023, ambos incursionaron en el cine protagonizando la película cómica Hablando Huevadas: ¡Hijo de...!, basada en el menciondo programa cómico.
En diciembre de 2024, Luna se hizo cargo de la gestión deportiva y comercial del club Domingo Dianderas FC de Chincha Alta, así como de los derechos de transmisión. Al año siguiente, empezó a retransmitir los partidos del club para el canal No Somos TV, con una audiencia de 75 000 espectadores conectados simultáneamente. Durante la retransmisión, participaba en la mesa de conducción hablando sobre los encuentros junto al comediante Mateo Garrido-Lecca y el narrador deportivo Jaime Guerrero. Sus intervenciones generaron polémica por recurrir a las burlas.
En 2025, presentó su registro de marca para adentrarse en el sector de las casas de apuestas, que fue aprobado parcialmente por Indecopi después de que La Tinka presentara una demanda por usar la marca «La Yapa».

## Créditos

### Programas web
- Hablando huevadas (desde 2019), comediante y presentador.[18]
- Rescatando huevadas (desde 2022), comediante y presentador.
- Chapa tu money (desde 2022), presentador.
- Gatada de vatos (desde 2023), presentador.
- Me llega al pingshow (desde 2023), parte del elenco.
- Cuidando el rancho (2024), parte del elenco.

### Unipersonales
- Palayentis (2017), comediante.
- ¡Me llega al pingshow! (2018), comediante.
- HH en el Canout (2021-2024), comediante.
- Déjate de huevadas (2024), comediante.[19]

### Cine
- Hablando huevadas: ¡Hijo de...! (2023) como él mismo.

### Televisión
- De vuelta al barrio (2017), cliente de bar.
- Porque hoy es sábado con Andrés (2023), invitado.[20]